# Jonathan Cope
Jonathan Cope (Devon, 1963) è un ex ballerino e répétiteur britannico, ex primo ballerino del Royal Ballet dal 1986 al 2006.

## Biografia
Nato nel Devon, Jonathan Cope ha cominciato a danzare all'età di sei anni e ha studiato danza alla Royal Ballet School. Nel 1982, all'età di diciannove anni, è stato scritturato dal Royal Ballet, che tre anni più tardi lo ha promosso al rango di solista e nel 1986 a quello di ballerino principale. Nel 1989 è stato il primo interprete del ruolo del principe in occasione della prima de Il principe delle pagode coreografato da Kenneth MacMillan. Nel 1990 si è improvvisamente ritirato dalla scene a causa dell'eccessivo affaticamento fisico causato dalla sua professione, ma dopo due anni nel settore immobiliare è tornato a danzare al Covent Garden nel 1992.
Il suo ampio repertorio con il Royal Ballet includeva coreografie di MacMillan, Frederick Ashton, George Balanchine, David Bintley, Peter Wright e Christopher Wheeldon; nel suoi oltre vent'anni con la compagnia ha danzato tutti i maggiori ruoli del repertorio, tra cui Albrecht in Giselle, Solor ne La Bayadère, Jean in Rajmonda, Siegfried ne Il lago dei cigni, Florimund ne La bella addormentata, il principe ne Lo schiaccianoci e Cenerentola, Beliaev in A Month in the Country, Palemon in Ondine, Aminta in Sylvia, Romeo in Romeo e Giulietta, Apollo nell'Apollon musagète, Des Grieux ne L'histoire de Manon, Rasputin in Anastasia e Rudolf in Mayerling. Particolarmente apprezzata è stata la sua partnership sulle scene con Darcey Bussell e Sylvie Guillem, accanto a cui ha danzato anche in  Giselle al Teatro alla Scala nel 2001.
Il suo addio sulle scene era previsto nel febbraio 2006 dopo una rappresentazione de L'uccello di fuoco, ma Cope si era fratturato la gamba un mese prima in un incidente automobilistico. Nonostante il ritiro dalle scene, negli anni successivi è tornato sporadicamente a danzare per il pubblico: nel 2007 si è esibito in una speciale serata di gala in onore di Darcey Bussel al Teatro Sadler's Wells, nel 2009 ha rimpiazzato Rupert Pennefather nel ruolo di Beliaev in una tournée cubana di A Month in the Country e nel 2012 si è esibito nella Cerimonia di chiusura dei Giochi della XXX Olimpiade. Dal 2006 al 2019 ha lavorato come répétiteur del Royal Ballet.
È sposato con Maria Almeida, ex prima ballerina del Royal Ballet, e la coppia ha due figli.